# Manerebia cyclops
Manerebia cyclops är en fjärilsart som beskrevs av Otto Staudinger 1897. Manerebia cyclops ingår i släktet Manerebia och familjen praktfjärilar. Inga underarter finns listade i Catalogue of Life.